# Iroquois County
Das Iroquois County ist ein County im US-amerikanischen Bundesstaat Illinois. Im Jahr 2010 hatte das County 29.718 Einwohner und eine Bevölkerungsdichte von 10,3 Einwohnern pro Quadratkilometer. Der Verwaltungssitz (County Seat) ist Watseka.

## Geografie
Das County liegt im Nordosten von Illinois an der Grenze zu Indiana und ist flächenmäßig das drittgrößte in Illinois. Es hat eine Fläche von 2896 Quadratkilometern, wovon vier Quadratkilometer Wasserfläche sind.
Das County wird vom Iroquois River durchflossen. Nördlich des Countys mündet dieser in den Kankakee River, einen der beiden Quellflüsse des Illinois River.
An das Iroquois County grenzen folgende Nachbarcountys:
|             | Kankakee County  |                                                 |
| Ford County |                  | Newton County (Indiana) Benton County (Indiana) |
|             | Vermilion County |                                                 |

## Geschichte
1830 wurden zwei unterschiedliche, voneinander unabhängige, Siedlungen begründet von insgesamt 12 Familien.
Das County wurde am 26. Februar 1833 aus Teilen des Vermilion County gebildet und benannt nach dem Indianerstamm der Irokesen oder dem Iroquois River. Genaues darüber lässt sich heute nicht mehr ermitteln.
Der erste Verwaltungssitz war in Montgomery, danach in Middleport und schließlich Watseka.

### Territoriale Entwicklung

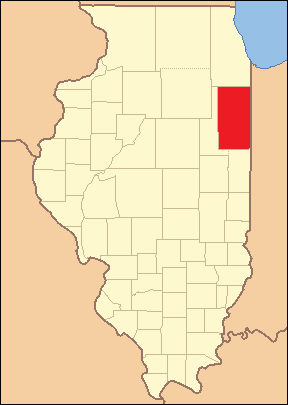
Das Iroquois County von seiner Gründung bis 1836
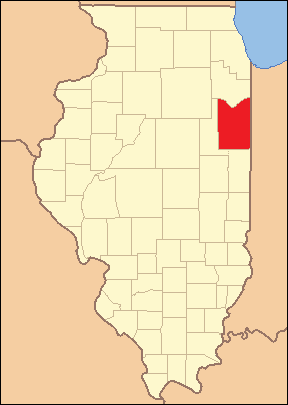
1836 bis 1853
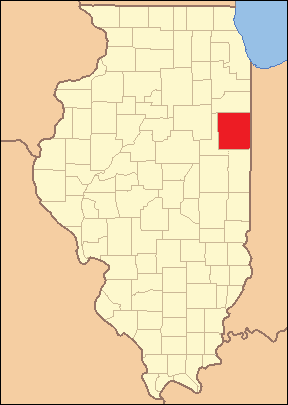
1853 bis heute

## Demografische Daten
Nach der Volkszählung im Jahr 2010 lebten im Iroquois County 29.718 Menschen in 11.884 Haushalten. Die Bevölkerungsdichte betrug 10,3 Einwohner pro Quadratkilometer. In den 11.884 Haushalten lebten statistisch je 2,45 Personen.
Ethnisch betrachtet setzte sich die Bevölkerung zusammen aus 97,2 Prozent Weißen, 1,0 Prozent Afroamerikanern, 0,3 Prozent amerikanischen Ureinwohnern, 0,5 Prozent Asiaten sowie aus anderen ethnischen Gruppen; 1,1 Prozent stammten von zwei oder mehr Ethnien ab. Unabhängig von der ethnischen Zugehörigkeit waren 5,7 Prozent der Bevölkerung spanischer oder lateinamerikanischer Abstammung.
23,3 Prozent der Bevölkerung waren unter 18 Jahre alt, 57,6 Prozent waren zwischen 18 und 64 und 19,1 Prozent waren 65 Jahre oder älter. 51,1 Prozent der Bevölkerung war weiblich.

Das jährliche Durchschnittseinkommen eines Haushalts lag bei 48.248 USD. Das Pro-Kopf-Einkommen betrug 24.563 USD. 11,5 Prozent der Einwohner lebten unterhalb der Armutsgrenze.

## Ortschaften im Iroquois County
Citys
- Gilman
- Watseka

Villages
| - Ashkum - Beaverville - Buckley - Chebanse1 - Cissna Park | - Clifton - Crescent City - Danforth - Donovan - Iroquois | - Loda - Martinton - Milford - Onarga - Papineau | - Sheldon - Thawville - Wellington - Woodland |

Unincorporated Communities
| - Alonzo - Bryce - Claytonville - Coaler - Cutmer - Darrow - Eastburn | - Effner - Fountain Creek - Goodwine - Greer - Hallock - Hickman - Hooper | - L'Erable - La Hogue - Leonard - North Hooper - Pitchin - Pittwood - Ridgeville | - Schwer - Stockland - Webster - Woodland Junction - Woodworth |

1 – teilweise im Kankakee County

## Gliederung
Das Iroquois County ist in 26 Townships eingeteilt:
| Township                | Einwohner (2010) | FIPS     |
| ----------------------- | ---------------- | -------- |
| Artesia Township        | 945              | 17-02401 |
| Ash Grove Township      | 731              | 17-02453 |
| Ashkum Township         | 1542             | 17-02492 |
| Beaver Township         | 527              | 17-04455 |
| Beaverville Township    | 609              | 17-04520 |
| Belmont Township        | 2610             | 17-05014 |
| Chebanse Township       | 3109             | 17-12814 |
| Concord Township        | 466              | 17-16041 |
| Crescent Township       | 590              | 17-17367 |
| Danforth Township       | 928              | 17-18511 |
| Douglas Township        | 2104             | 17-20487 |
| Fountain Creek Township | 368              | 17-27286 |
| Iroquois Township       | 625              | 17-37725 |

| Township               | Einwohner (2010) | FIPS     |
| ---------------------- | ---------------- | -------- |
| Loda Township          | 1461             | 17-44277 |
| Lovejoy Township       | 406              | 17-44979 |
| Martinton Township     | 943              | 17-47293 |
| Middleport Township    | 4375             | 17-48814 |
| Milford Township       | 1659             | 17-49061 |
| Milks Grove Township   | 214              | 17-49074 |
| Onarga Township        | 1683             | 17-56094 |
| Papineau Township      | 499              | 17-57589 |
| Pigeon Grove Township  | 1155             | 17-59767 |
| Prairie Green Township | 183              | 17-61665 |
| Ridgeland Township     | 369              | 17-63901 |
| Sheldon Township       | 1374             | 17-69225 |
| Stockland Township     | 243              | 17-72773 |

|  |